# 15 квітня
15 квітня — 105-й день року (106-й у високосні роки) в григоріанському календарі. До кінця року залишається 260 днів.

## Свята і пам'ятні дні

### Міжнародні
- Міжнародний день культури[en]
- Міжнародний день анімешника

### Національні
- Казахстан: День кохання
- Боснія і Герцеговина: День армії
- Грузія: День кохання
- Північна Корея: День Сонця (День народження Кім Ір Сена)

### Іменини
✙ Православні: Аристарх, Пуд, Трофим
✝  Католицькі:

## Події
- 1450 — у битві при Форміньї конетабль Франції Артур де Рішмон фактично знищив англійську армію в Нормандії.
- 1657 — Козацька рада в Чигирині затвердила спадковість при передачі гетьманського звання від Богдана Хмельницького до його сина Юрія.
- 1729 — відбулася прем'єра ораторії Й. С. Баха «Страсті за Матвієм».
- 1861 — розпочалась перша сесія Галицького сейму.
- 1874 — невизнані паризькі художники Моне, Ренуар, Пісарро, Сезанн та Деґа відкрили на бульварі Капуцинів свою власну виставку.
- 1893 — Соломія Крушельницька дебютувала на оперній сцені у постановці Гаетано Доніцетті «Фаворитка».
- 1912 — в Атлантичному океані під час свого першого рейсу внаслідок зіткнення з айсбергом затонув лайнер «Титанік».
- 1919 — у Радянській Росії видано декрет «Про табори примусових робіт», з яких згодом виросте система ГУЛАГ.
- 1920 — у ході І Зимового походу Дієвої армії УНР чорні запорожці захопили вузлову станцію Вознесенськ.
- 1940 — у Москві СРСР і Японська імперія підписали пакт про нейтралітет, а також заяву про непорушність кордонів Монгольської Народної Республіки та Манчжурської держави.
- 1943 — союзники створили об'єднане командування морськими операціями в Середземному морі.
- 1948 — відбулося перше військове зіткнення між ізраїльтянами й арабами.
- 1950 — МВС СРСР наказало залишити виселених із Західної України оунівців навічно в спецпоселеннях
- 1952 — перший політ стратегічного бомбардувальника Boeing B-52 Stratofortress, одного з найбільших літаків свого часу.
- 1979 — найбільш руйнівний землетрус у Чорногорії, тодішній частині Югославії.
- 1989 — у тисняві на стадіоні Гіллсборо загинули 96 уболівальників ФК «Ліверпуль», 766 отримали поранення.
- 1993 — президент Туркменістану Сапармурат Ніязов оголосив про перехід туркменської мови з кирилиці на латиницю.
- 1994 — Україна увійшла до економічного союзу країн СНД на правах асоційованого члена.
- 2000 — на Північному полюсі приземлилися 22 українські парашутисти.
- 2001 — свою першу перемогу в перегонах «Формула-1» здобув молодший брат триразового чемпіона світу Міхаеля Шумахера, Ральф Шумахер, який на машині «Вільямс» виграв Ґран-прі на трасі в Сан-Марино.
- 2007 — прем'єра в Україні серії The Series Has Landed мультсеріалу Футурама.
- 2019 — пожежа в Соборі Паризької Богоматері.

## Народились
Дивись також Категорія:Народились 15 квітня
- 1452 — Леонардо да Вінчі, італійський художник, скульптор, математик, винахідник.
- 1469 — Нанак, засновник сикхізму, перший ґуру сикхів.
- 1707 — Леонард Ейлер, визначний математик, надзвичайно продуктивний (866 публікацій), основоположник багатьох галузей математики, зокрема аналізу.
- 1793 — Фрідріх Струве, німецький астроном, директор Пулковської обсерваторії, основоположник навчання про бінарні зорі.
- 1800 — Джеймс Кларк Росс, британський офіцер, дослідник Арктики та Антарктики. У 1841 році він відкрив море, назване пізніше його іменем, і частину Східної Антарктиди, названу Землею Вікторії.
- 1809 — Ераст Андрієвський, громадський діяч, лікар, науковець та письменник, дійсний статський радник, доктор медичних наук.
- 1812 — Теодор Руссо, французький художник-пейзажист, графік. Засновник Барбізонської школи.
- 1843 — Генрі Джеймс, американський письменник.
- 1844 — Теофіл Копистинський, український художник-реаліст, портретист, реставратор.
- 1858 — Еміль Дюркгайм, французький соціолог («Про поділ суспільної праці», «Самогубство»).
- 1894 — Бессі Сміт, американська співачка, «імператриця блюзу».
- 1894 — Микита Хрущов, радянський державний діяч, перший секретар ЦК КПРС у 1953–1964, Голова Ради Міністрів СРСР (1958–1964).
- 1896 — Микола Семенов, радянський хіміко-фізик, єдиний радянський лауреат Нобелівської премії з хімії (отримав в 1956 році спільно з Сирілом Хиншелвудом).
- 1904 — Аршиль Горкі, американський художник вірменського походження, один із засновників «абстрактного сюрреалізму».
- 1905 — Серж (Сергій) Лифар, балетний танцівник і хореограф українського походження.
- 1909 — Роман Сеньків, художник, член українського мистецького гуртка «Зарево» у Кракові, діяч ОУН.
- 1912 — Кім Ір Сен, корейський революціонер, засновник та диктатор КНДР від 1948 до 1994 року.
- 1921 — Георгій Береговий, український космонавт, двічі Герой Радянського Союзу.
- 1933 — Борис Стругацький, радянський письменник-фантаст, брат Аркадія Стругацького.
- 1936 — Олег Чорногуз, український письменник, журналіст, головний редактор журналів «Перець» та «Вус», автор численних книжок гумору та сатири.
- 1938 — Роман Безпалків, український живописець. Член Національної спілки художників України.
- 1941 — Роман Балаян, український кінорежисер, сценарист і кінопродюсер.
- 1949 — Алла Пугачова, радянська та російська співачка, композитор-пісняр.
- 1959 — Емма Томпсон, британська театральна та кіноакторка, сценарист і продюсер.
- 1960 — Філіп I, король Бельгії.
- 1987 — Олександр Гвоздик, український професіональний боксер у напівважкій вазі (до 79,4 кг). Бронзовий призер Олімпійських ігор у Лондоні (2012), чемпіон літньої Універсіади (2013), чемпіон світу серед студентів (2008), переможець Кубка Європи (2010), багаторазовий чемпіон України.
- 1990 — Емма Вотсон, британська акторка, модель і активістка з прав людини.

## Померли
Дивись також Категорія:Померли 15 квітня
- 1446 — Філіппо Брунеллескі, великий італійський архітектор і скульптор епохи Відродження, розробив закони лінійної перспективи.
- 1558 — Роксолана, дружина султана Османської імперії Сулеймана І Пишного, мати султана Селіма II.
- 1665 — Лоренцо Ліппі, італійський художник та поет доби бароко.
- 1737 — Франческо Кабіянка, венеційський скульптор пізнього бароко.
- 1765 — Михайло Ломоносов, російський вчений-натураліст, геохімік, поет.
- 1865 — Авраам Лінкольн, 16-й президент США (1861—1865), помер від смертельної рани, отриманої напередодні.
- 1881 — Микола Кибальчич, народоволець-терорист українського походження. У камері смертників розробив проєкт реактивного двигуна.
- 1942 — Роберт Музіль, австрійський письменник та есеїст, драматург і театральний критик.
- 1968 — Борис Лятошинський, український композитор, диригент і педагог.
- 1980 — Жан-Поль Сартр, французький філософ, драматург, письменник, який у 1964 році буду нагороджений Нобелівською премією в галузі літератури, від отримання котрої відмовився.
- 1986 — Жан Жене, французький письменник, драматург.
- 1998 — Пол Пот, диктатор Камбоджі, відповідальний за геноцид співвітчизників, жертвами якого стали до 3 млн осіб.